# هارولد مينر
هارولد مينر (بالإنجليزية: Harold Miner)‏ مواليد 5 مايو 1971 في إنغليووود، هو لاعب كرة سلة أمريكي معتزل. بدأ مسيرته الاحترافية في سنة 1992. تم اختياره من قبل فريق ميامي هيت خلال الدرافت. يبلغ طوله 6 قدم 5 بوصة (2.0 م). اعتزل اللعب في 1996. أحرز خلال مسيرته في الإن بي إيه 1801 نقطة بمعدل 9.0 نقاط في المباراة الواحدة.

## روابط خارجية
- هارولد مينر على موقع إن بي أي (الإنجليزية)
- هارولد مينر على موقع سبورتس رفرنس (الإنجليزية)
- هارولد مينر على موقع كلية كرة السلة في سبورتس رفرنس.كوم (الإنجليزية)
- هارولد مينر على موقع ريلجم (الإنجليزية)
- هارولد مينر على موقع بروبوليرز (الإنجليزية)